# Albertinum (Gleiwitz)

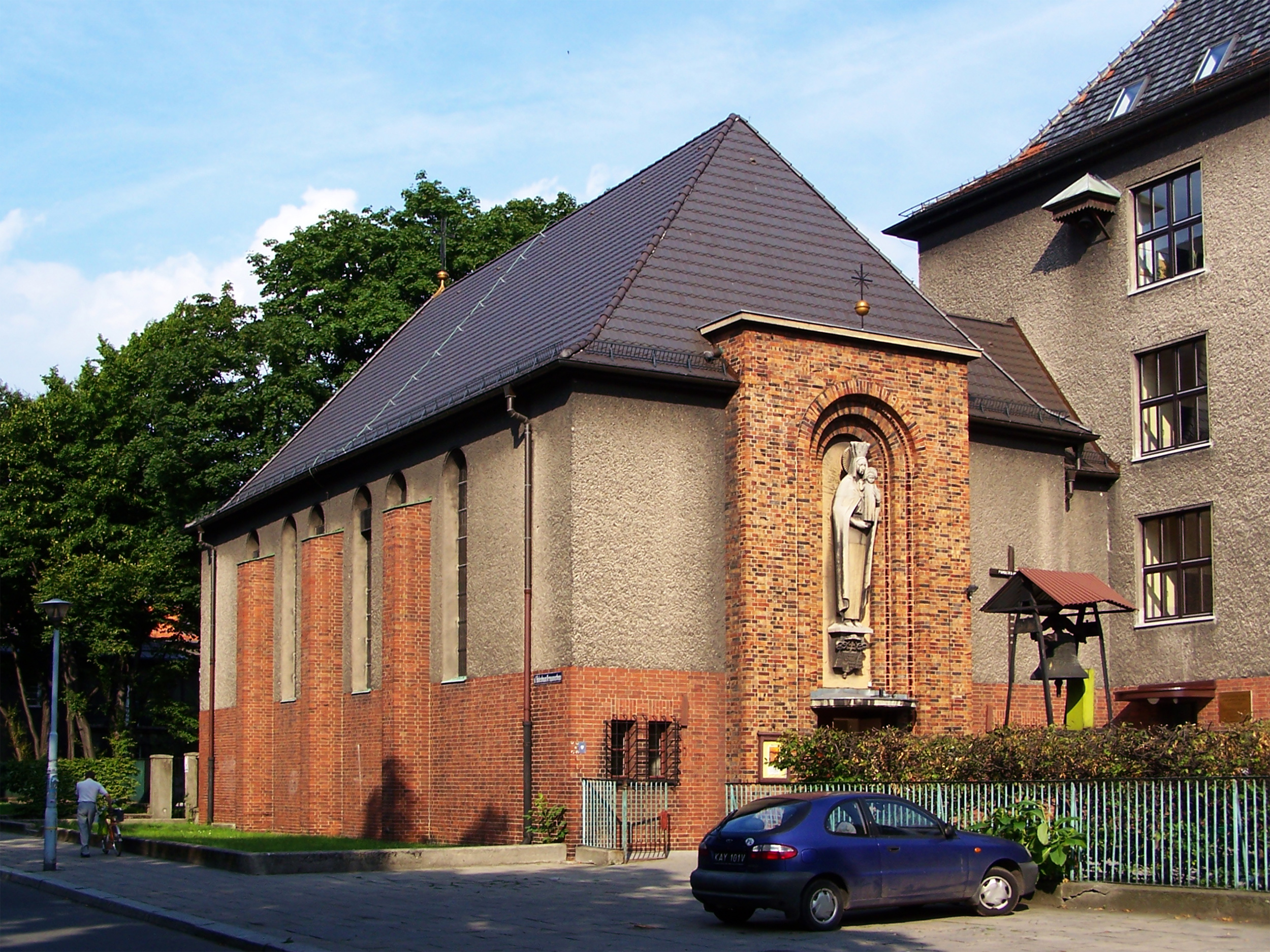
Die Albertus-Magnus-Kirche am ehemaligen Konvikt

Das Erzbischöfliche Konvikt Albertinum, kurz Albertinum, im oberschlesischen Gleiwitz war ein römisch-katholisches Konvikt. Es befand sich in der Heinitzstraße 1 (die heutige Ulica Łużycka).

## Geschichte
Mithilfe des 1893 gegründeten „Sammelvereins zur Gründung eines Konviktes in Gleiwitz“ wurden seit den 1890er Jahren zahlreiche Spenden für die Errichtung eines Konvikts gesammelt. Dieses wurde Fürstbischöfliches Knabenkonvikt zu Gleiwitz und St.-Josefs-Konvikt genannt. 1901 wurde der Grundstein gelegt und 1903 wurde der Bau vollendet und seiner Bestimmung übergeben. Die Einweihung und Eröffnung fand am 16. April 1903 statt. An dessen Gründung waren u. a. der Pfarrer Johannes Chrząszcz (1857–1928) und der Fürstbischof von Breslau Georg Kardinal Kopp (1837–1914) beteiligt. Die Schüler besuchten das Königliche katholische Gymnasium zu Gleiwitz. Bis 1932 befand sich das Konvikt in der Coseler Straße, bis ein Neubau errichtet wurde.
In den 1930er Jahren begann man mit dem Bau eines neuen Konvikts am Platz der Republik, Ecke Heinitzstraße, dem Erzbischöflichen Konvikt (kurz Albertinum, allgemein auch als Neuer Konvikt bezeichnet), direkt neben dem neuen Gymnasium 1930 wurde der Grundstein gelegt und der Bau mit einer Kapelle Ende 1931 fertiggestellt. Am 2. Februar 1931 wurde das Konvikt durch den Breslauer Erzbischof Adolf Bertram (1859–1945) zum Gedenken an den heiligen Albertus Magnus geweiht und ihm sein Name verliehen. 1932 wurde auch das Konvikt dorthin verlegt. An der Kapelle wurde eine steinerne Marienfigur mit Jesuskind des Bildhauers Hanns Breitenbach (1890–1945) angebracht. Die Kapelle bildet heute die Albertus-Magnus-Kirche. Das neue Konvikt sollte zudem Priesternachwuchs heranbilden. 1937 hatte das Konvikt einen vier Morgen großen Spielplatz bzw. Außenbereich. Präfekt war Adamski. 1940 wurde die Tätigkeit des Konvikts eingestellt, das Gebäude beschlagnahmt und in ihm Umsiedler aus Bessarabien untergebracht. 1945 wurde das Konvikt durch die Sowjets aufgelöst.
Heute befindet sich der Verwaltungssitz des Bistums Gliwice/Gleiwitz in dem Gebäude. Heute trägt die Hochschulseelsorge, die in der Albertus-Magnus-Kirche tätig ist und für die Schlesische Technische Universität in Gliwice zuständig ist, den Namen Albertinum. Der dort bestehende Kirchenchor nennt sich Schola Albertinum.